# Stalag 17 (film)
 (octobre 2024).
Pour les articles homonymes, voir Stalag 17.
Pour plus de détails, voir Fiche technique et Distribution.
Stalag 17 est un film américain réalisé par Billy Wilder, sorti en 1953.

## Synopsis
L'histoire se déroule pendant la Seconde Guerre mondiale, durant la bataille des Ardennes, en décembre 1944 (on l'apprend lorsque les prisonniers écoutent leur radio clandestine avant que les Allemands ne la leur enlèvent). Des soldats américains sont emprisonnés dans un camp allemand, le « Stalag 17 », situé en Autriche. Ils tentent de débusquer un traître dans leurs rangs et de s'évader.

## Adaptation d'une pièce de théâtre
Donald Bevan (1920-2013) et Edmund Trzcinski (1921-1996), tous deux prisonniers de guerre au Stalag 17B situé en Autriche, ont écrit la pièce pour Broadway en 1951 avant que Billy Wilder et le scénariste Edwin Blum ne l'adaptent à l'écran. La pièce a été représentée pour la première fois le 8 mai 1951 au 48th Street Theatre à New York et compta 472 représentations de suite. Robert Strauss, Harvey Lembeck, Robert Shawley et William Pierson ont repris leurs rôles dans le film. Edmund Trzcinski fait un caméo dans Stalag 17 dans le rôle du prisonnier recevant une lettre de sa femme lui annonçant qu'elle a trouvé devant sa porte un bébé qui aurait les mêmes yeux qu'elle.

## Fiche technique
- Titre original : Stalag 17
- Réalisation : Billy Wilder
- Scénario : Billy Wilder et Edwin Blum, adapté de la pièce Stalag 17 de Donald Bevan et Edmund Trzcinski
- Musique : Leonid Rabb (non crédité)
- Direction artistique : Hal Pereira et Franz Bachelin
- Décors : Sam Comer et Ray Moyer
- Montage : George Tomasini et Doane Harrison
- Maquillage : Wally Westmore (supervision)
- Son : Harold Lewis et Gene Garvin
- Effets visuels : Gordon Jennings
- Producteur : Billy Wilder
- Producteur associé : William Schorr
- Société de production : Paramount Pictures
- Distribution :  Paramount Pictures
- Budget : n/a
- Pays d'origine :  États-Unis
- Format : noir et blanc - 1,37:1 - 35 mm - Son : Mono (Western Electric Recording)
- Genre : comédie dramatique, guerre
- Durée : 120 minutes
- Dates de sortie :
  -  États-Unis : 1er juillet 1953
  -  France : 7 octobre 1953
- Affiche : Boris Grinsson (France)

## Distribution
- William Holden (VF : Michel André) : sergent J.J. Sefton
- Don Taylor (VF : André Falcon) : lieutenant James Dunbar
- Otto Preminger (VF : Jean Mauclair) : colonel von Scherbach, commandant du camp
- Robert Strauss (VF : Émile Duard) : Stanislas Kasava
- Harvey Lembeck (VF : Jacques Dynam) : Harry Shapiro
- Richard Erdman (VF : Pierre Leproux) : sergent « Hoffy » Hoffman
- Peter Graves (VF : Jacques Beauchey) : Price
- Neville Brand (VF : Raymond Loyer) : Duke
- Sig Ruman (VF : Frédéric O'Brady) : sergent Johann Schulz
- Michael Moore : Manfredi
- Peter Baldwin (VF : Jacques Thébault) : Johnson
- Robinson Stone : Joey
- Robert Shawley (VF : Serge Lhorca) : « Blondie » Peterson
- William Pierson (VF : Louis de Funès) : Marko le postier
- Gil Stratton (VF : Yves Furet): Clarence Harvey « Cookie » Cook
- Jay Lawrence (VF : Serge Nadaud) : Bagradian
- Erwin Kalser (VF : Jacques Berlioz) : Geneva man
- Edmund Trzcinski : « Triz » Trzcinski
- Tommy Cook : un prisonnier de guerre

## Production

### Génèse et développement
Pour augmenter les chances de succès en Allemagne de l'Ouest (un important marché pour Hollywood à l'époque), un producteur exécutif de la Paramount suggéra à Wilder de situer l'action dans un camp en Pologne plutôt que dans un camp en Allemagne. Celui-ci, dont la mère et le beau-père moururent dans les camps de concentration, refusa furieusement et demanda des excuses de la part de l'exécutif. Puisque celui-ci ne présenta jamais d'excuses, Wilder ne prolongea pas son contrat à la Paramount.
Stalag 17 n'a pas inspiré la série télévisée Papa Schultz parfois intitulée Stalag 13 (1965), malgré la présence du personnage appelé Sergent Schultz et du commandant. Les créateurs de la série ont été poursuivis en justice mais ont gagné le procès.

### Choix des interprètes
Le soldat non crédité chantant à la soirée de Noël n'est autre que Ross Bagdasarian, plus connu sous le nom de 'Dave Seville', le compositeur d'Alvin and the Chipmunks'.
Le rôle de Sefton a été écrit à l'origine pour Charlton Heston. Mais le rôle une fois développé étant devenu plus cynique, les choix de Kirk Douglas (qui refusa le rôle), puis de William Holden se firent jour dans l'esprit du réalisateur. Holden a alors demandé à voir la pièce d'après laquelle le film était basé. Il est sorti à la fin du premier acte. Toutefois, il aurait accepté le rôle après avoir lu le scénario du film. Selon d'autres sources, ce seraient les studios qui l'auraient forcé à accepter malgré le fait que Wilder ait refusé d'adoucir le caractère de son personnage, que Holden trouvait trop égoïste.

### Tournage
Billy Wilder aurait dirigé le film (à Calabasas en Californie) avec sa plus belle paire de chaussures aux pieds. En effet, il ne pensait pas pouvoir demander à son équipe de travailler dans la boue si lui-même ne l'avait pas fait.
Les scènes du film furent tournées dans l'ordre du scénario.

## Accueil
Ce film a été l'un des plus grands succès de la carrière de Billy Wilder. Alors qu'il s'attendait à recevoir une grosse part des bénéfices du film, les comptables du studio lui ont annoncé qu'étant donné que son dernier film, Le Gouffre aux chimères tourné en 1951, avait perdu de l'argent, l'argent perdu serait soustrait de sa part aux bénéfices de son nouveau film. Wilder quitta peu de temps après la Paramount.

## Distinctions
William Holden a remporté l'Oscar du meilleur acteur pour son rôle dans le film. À la cérémonie de remise du prix, Holden dit juste : « Merci ». Robert Strauss et Billy Wilder ont respectivement été nommés pour l'Oscar du meilleur second rôle et celui du meilleur réalisateur.
Billy Wilder et Edwin Blum ont été nommés aux Writers Guild of America Award dans la catégorie meilleure comédie américaine en 1953.
Billy Wilder a aussi été nommé aux Directors Guild of America Awards dans la catégorie réalisateur du meilleur film de l'année (communément appelé 'DGA Award').

## Erreurs
Le film est censé se passer au Stalag XVII-D (une pancarte "Stalag 17 d" est visible à l'entrée du camp), mais seuls les Stalags XVII-A et XVII-B ont réellement existé. Le personnage de Dunbar est un lieutenant et il est interné avec les sous-officiers, or les officiers étaient internés dans des Oflags[réf. nécessaire].